# Saint Jérôme (Dürer)
Pour les articles homonymes, voir Saint-Jérôme (homonymie).

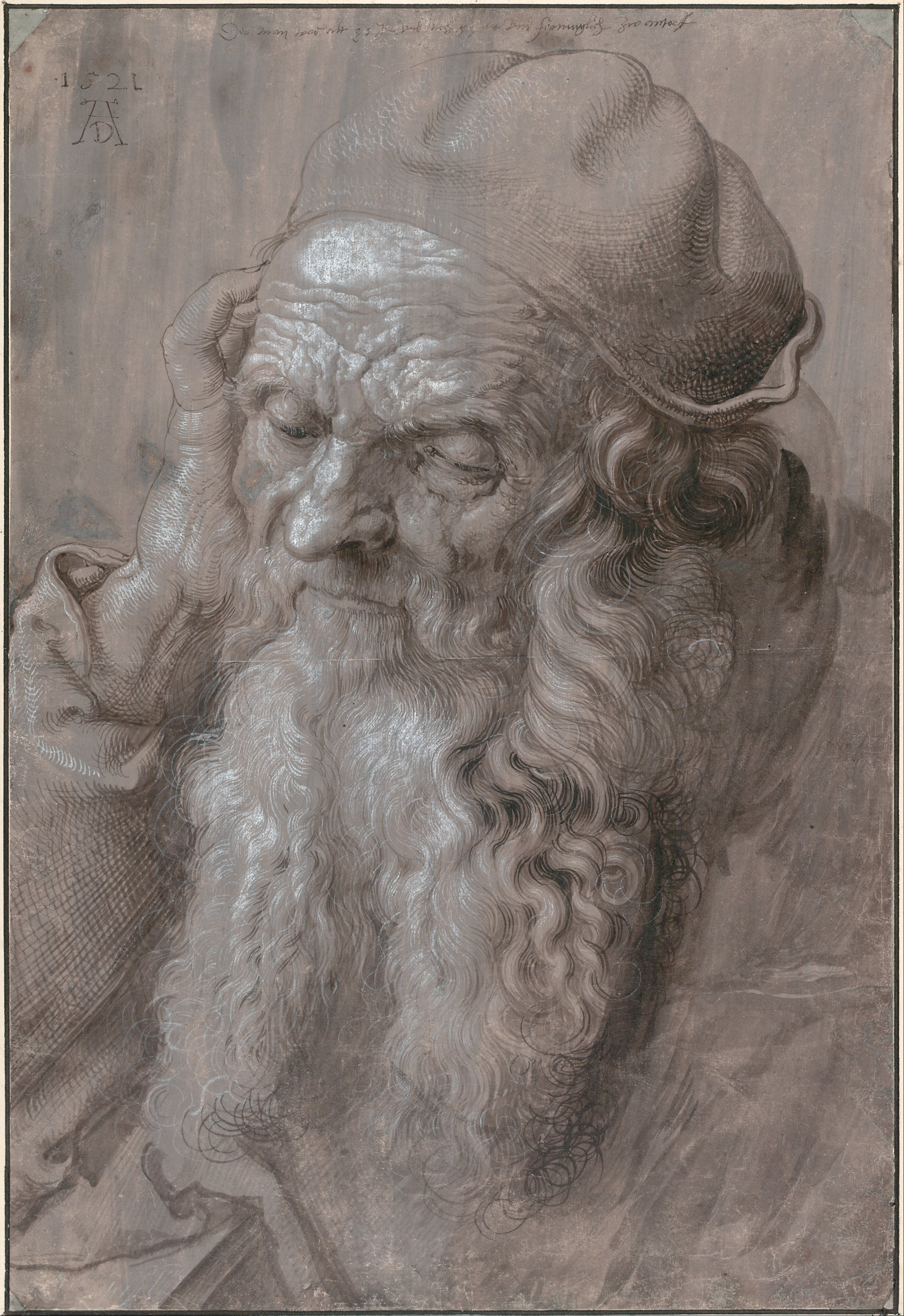
Étude préparatoire.

Saint Jérôme ou Saint Jérôme dans son étude est une peinture à l'huile sur panneau de 60 × 48 cm réalisée par Albrecht Dürer, signée et datée 1521. Elle est conservée au Museu Nacional de Arte Antiga de Lisbonne deuis 1880.

## Histoire
L'œuvre est exécutée par l'artiste lors de son séjour aux Pays-Bas. Un vieillard de quatre-vingt-treize ans, mais encore vigoureux et en bonne santé, qui avait impressionné l'artiste, pose comme modèle. Il reste de lui un remarquable dessin préparatoire (Vienne (Autriche), Albertina (musée)) sur lequel se retrouve l'annotation de l'âge : les yeux y sont tournés vers le bas, tandis que dans le tableau définitif ils regardent directement le spectateur.
Dürer donne l'œuvre au chef de la mission commerciale portugaise aux Pays-Bas, Rodrigo Fernandez de Almada, pour se lier d'amitié avec lui. Ce dernier l'emporte avec lui au Portugal, où elle est restée dans sa collection familiale jusqu'en 1880, date à laquelle elle a été donnée au musée. Le tableau, bien que longtemps en mains privées, a joui d'une grande notoriété : en effet, il en existe plusieurs exemplaires, notamment de peintres hollandais. Le motif du doigt pointant vers le crâne, en guise de memento mori, est repris d'une gravure de Lucas van Leyden de la même année.

## Description et style
De toutes les variations de Dürer sur le thème de saint Jérôme dans son étude en dessins et gravures, c'est celle qui a le plan le plus proche du saint, plutôt que de s'ouvrir sur toute la pièce. Le vieil homme est représenté  avec une grande justesse dans le rendu des détails, des sillons du temps à la douce barbe blanc-blond, aux boucles pourvues de reflets très subtils, qui donnent un effet de brillance splendide.
Au lieu de l'atmosphère sereine de calme dans le dévouement à l'étude, présente par exemple dans la célèbre gravure de Saint Jérôme dans sa cellule, dans la peinture de Lisbonne, le crâne au premier plan acquiert un relief beaucoup plus important, d'autant plus souligné par l'index de la main gauche du saint, qui semble entièrement destiné à communiquer un message de renoncement aux vanités du monde pour le spectateur, auquel le crucifix de gauche fait également référence. Le regard triste et désenchanté du vieil homme est également explicite. Les lignes de force font inexorablement converger le regard du spectateur vers le geste de Jérôme, de l'encrier au porte-livre, où règne une agréable nature morte à la flamande.

Monogramme de Dûrer.

La signature du peintre en monogramme apparaît en cartellino sur un signet dépassant d'un des livres. 

Détails.
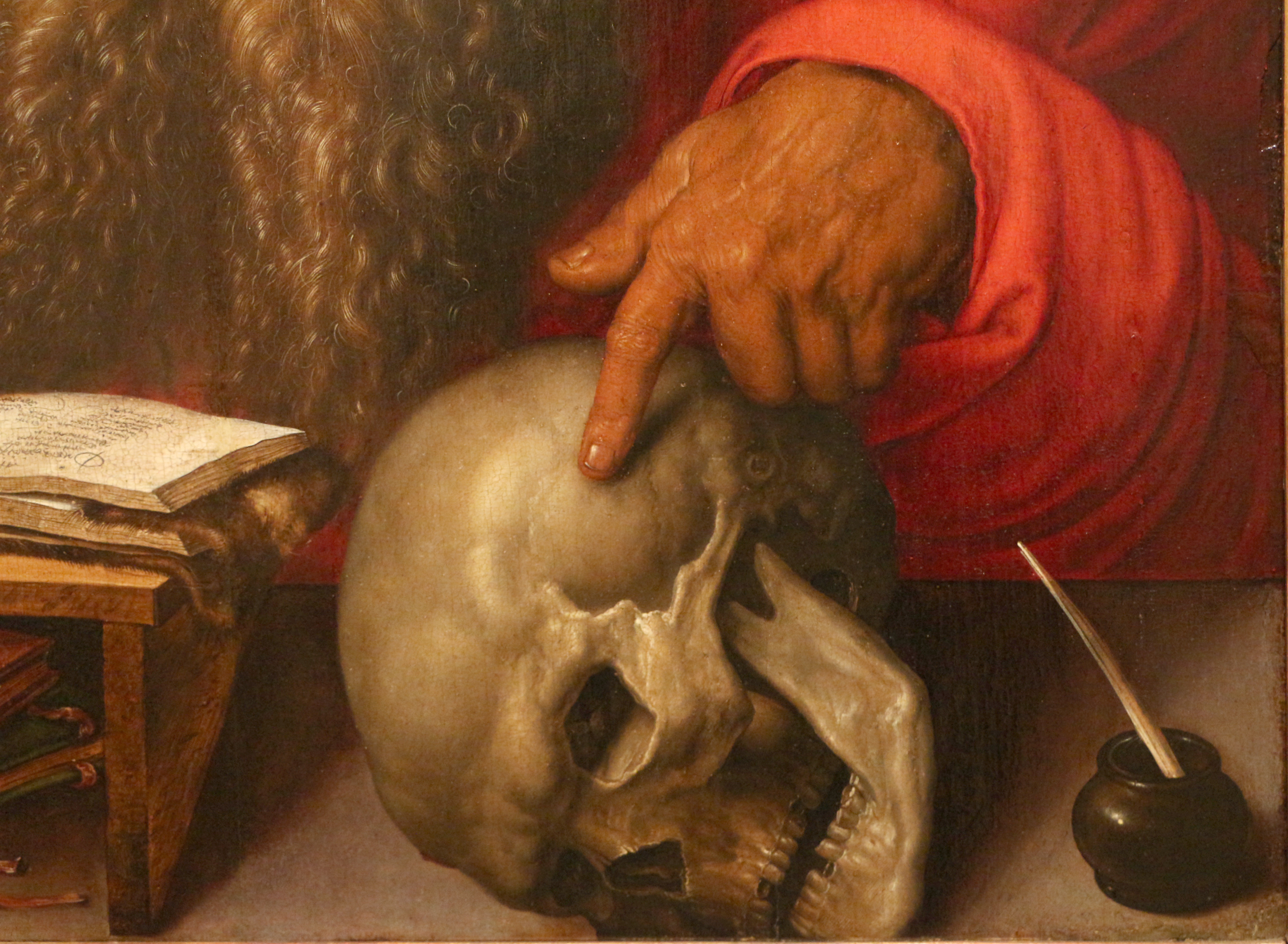
L'index pointant le crâne.
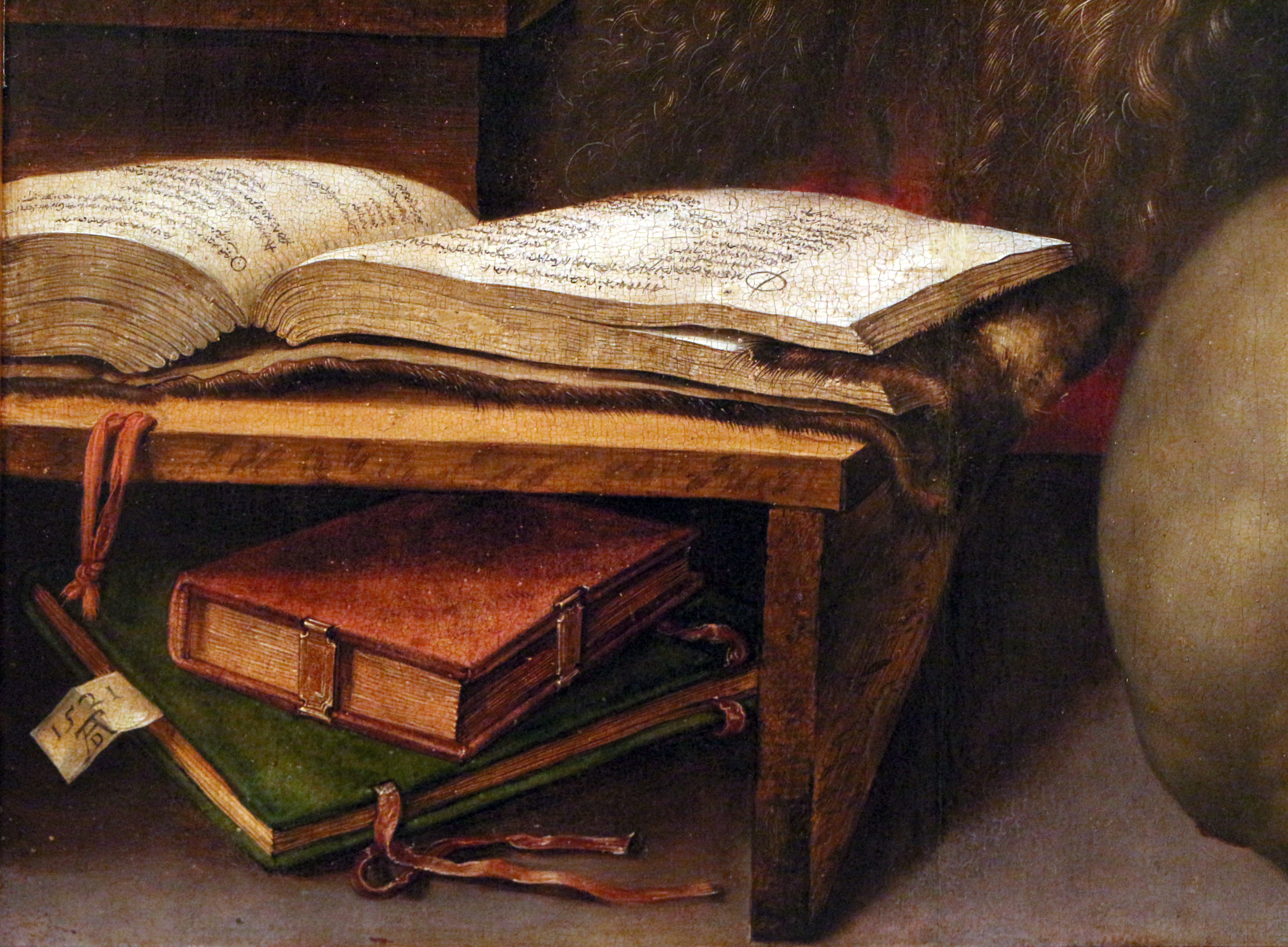
Livres et signature.